# Stepan Oșcepkov
Stepan Oșcepkov (n. 9 ianuarie 1934, Vladivostok, RSFS Rusă, URSS – d. 3 ianuarie 2012, Vladivostok, Ținutul Primorie, Rusia) a fost un canoist ce a reprezentat Uniunea Republicilor Sovietice Socialiste, medaliat olimpic. A participat la o ediție a Jocurilor Olimpice (1964) în care a câștigat o medalie de aur.

## Participări
Lista de mai jos prezintă principalele competiții la care a participat Stepan Oșcepkov de-a lungul carierei.
- canoeing at the 1964 Summer Olympics – men's C-2 1000 metres[*]